# Calamus hispidulus
Calamus hispidulus är en enhjärtbladig växtart som beskrevs av Odoardo Beccari. Calamus hispidulus ingår i släktet Calamus och familjen Arecaceae. Inga underarter finns listade i Catalogue of Life.